# Giacomo Astengo
Giacomo Astengo (Savona, 17 febbraio 1814 – Roma, 22 marzo 1884) è stato un politico italiano.